# Kozłowo (powiat nidzicki)
Kozłowo (niem. Groß Koslau, w latach 1938–1945 Großkosel) – wieś w Polsce położona na Wzniesieniach Mławskich, w województwie warmińsko-mazurskim, w powiecie nidzickim, w gminie Kozłowo.
W latach 1975–1998 miejscowość należała administracyjnie do województwa olsztyńskiego.
Miejscowość jest siedzibą gminy Kozłowo.

## Historia
Kroniki historyczne donoszą, że wieś Kozłowo została założona na prawie chełmińskim przez Polaka Dobiesława w roku 1328. W 1478 posiadał ją Albrecht Bartnicki. Od 1733 r. stoi w Kozłowie murowano-drewniany kościół. Kościół zbudowany został w stylu barokowym, a obecnie zaliczany jest do zabytków architektonicznych II klasy, posiada wieżyczkę w górnej części drewnianą. Kościół służył ewangelikom, a od 1945 katolikom. W 1818 r. była wsią chłopską, liczyła ok. 100 mieszkańców, ale istniał tu również folwark. W XIX w. założona została szkoła. W 1939 r. wieś liczyła 349 mieszkańców.
W średniowieczu w Kozłowie znajdował się majątek rycerski. Dobra te w czasach współczesnych posiadała rodzina Eulerów do 1945 r. Był to obszar ponad tysiąca hektarów. Zajmowano się wtedy hodowlą bydła i mleczarstwem, na co wskazuje ówcześnie wybudowana mleczarnia. Siedzibą właścicieli był dwór, który posiadał park. Wiele z tego wszystkiego uległo zniszczeniu do 1945 r. Po dworze nie pozostało nic, jedynie park zachował w części swoją postać, np. centralna część parku z jej dominantą w postaci trzech dębów piramidalnych, aleja wiekowych drzew lipowych, usypany kopiec porosły daglezjami i świerkami, w innych miejscach rosnące drzewa, takie jak: sosny, klony, lipy, buki, ozdobny mur ceglany, mur kamienny.